# Bob Torrent
(Bob Torrent)
Bob Torrent (nota anche come Bob Torrent: La peggior serie del Web) è una webserie del 2015, pubblicata su Infinity e YouTube, diretta e sceneggiata da Maccio Capatonda.
L'obiettivo della serie è demonizzare lo streaming illegale per esaltare i servizi video on demand.

## Trama
Bob Torrent (nome che fa riferimento al formato di file diffuso per la condivisione di contenuti attraverso il protocollo peer-to-peer torrent) è un produttore cinematografico e viene considerato il signore del download/streaming illegale. Il suo scopo è quello di proporre, illegalmente, prodotti multimediali di pessimo livello spendendo il meno possibile e facendo in modo che lo spettatore perda, inutilmente, un'incredibile quantità di tempo per la fruizione di serie e film.

## Episodi
| Nº | Titolo                         | Data pubblicazione |
| -- | ------------------------------ | ------------------ |
| 1  | Film subnormali                | 27 marzo 2015      |
| 2  | Guerra all'accadì              | 3 aprile 2015      |
| 3  | Fronte del porno               | 10 aprile 2015     |
| 4  | Calcut                         | 17 aprile 2015     |
| 5  | Corti corti metraggi           | 23 aprile 2015     |
| 6  | Il blocco del produttore       | 28 aprile 2015     |
| 7  | BoB corn                       | 7 maggio 2015      |
| 8  | Virus Virali                   | 18 maggio 2015     |
| 9  | Non mi sento bene              | 21 maggio 2015     |
| 10 | DOV’È FINITA L’ULTIMA PUNTATA? | 3 giugno 2015      |